# 東港朝隆宮
22°28′01″N 120°26′53″E / 22.466956°N 120.447919°E
東港朝隆宮，又稱下中街朝隆宮，是位於臺灣屏東縣東港鎮朝安里的媽祖廟，其媽祖被稱為「蝦米媽」或「港郊媽」，為東港七角頭廟之一。

## 沿革
廟方表示為1724年所建，建於東港溪畔，為當時往來船隻停泊之埠頭。東港討海人慣拜王爺，王爺廟門皆朝大海；商人慣祭媽祖，媽祖廟門都向街道。利澤簡永安宮亦不朝向海邊。東港朝隆宮第一次修建約為建廟五十年以後，由東港商賈遂集資重修。《鳳山縣采訪冊》則記錄同治十三年（1874年）整修，寫：「一在東港街（港東），縣東南三十里，屋八間（額『朝隆宮』），同治十三年許漳泉號董修。」
日治時代二次大戰時受盟軍（美軍）轟炸，此廟傾圮殘頹，於1973年集資於現址重建。今址在延平路108號，行政區域屬於朝安里。

## 祭祀

### 稱呼
廟又稱為「下中街朝隆宮」，與頂頭角東隆壇、崙仔頂鎮海宮、頂中街進水宮、安海街福安宮、下頭角東福殿、埔仔角鎮靈宮合稱「七角頭廟」。
該廟的媽祖有「蝦米媽」稱呼，一說是建廟後漁民就在岸邊發現櫻花蝦，為地方增加不少收入，遂有此稱；另一說是東港文史工作者蘇煌文表示早期有一位家裡供奉媽姐的東港商人，因買賣各類蝦米致富，認為是媽祖之佑，遂集合東港仕紳為他家裡的媽祖蓋此廟，故有此名。
東港商賈則還稱此廟媽祖為「港郊媽」，以示感謝海上航運順利。
在臺灣，以動物作暱稱的媽祖還有石榴班長和宮的「斑鳩媽」 。

### 遶境
在農曆九月初九，也就是媽祖成道日期間，舉行遶境儀式。在日治時期，繞境習俗是先迎媽祖隔天再迎王，後來演變成隔年，中間因戰亂停止，直到1952年東隆宮恢復迎王，朝隆宮也隨之跟進。約1970年代就開始舉行三年一科的繞境，後因年輕人外流、缺少人力及經費，改為六年一科。廟方會請來地方主神溫王爺及土地公，拜會七角頭。繞境路線迎媽祖與迎王的模式幾乎一模一樣。分別是大聖母（埔仔角）、二聖母（頂頭角）、三聖母（頂中街）、三奶夫人（下中街）、張聖君（下頭角）、溫府千歲（崙仔頂），最末在土地公（安海街）前導下，回殿安座。
郭廷周於2016年上任朝隆宮董事長後，在2017年農曆9月9日，媽祖得道升天日，獲得聖筊，決定更改繞境時間、路線細節，繞境活動改為兩年一次，並宣告就只有迎媽祖。

### 普渡
東港鎮分成月初、月中、月底此三段時間及三大公廟進行中元普渡，月初以東港東南宮為主、月中由東港朝隆宮代表，月底則是東港東隆宮壓陣。
普渡時，會將鮮花及敬獻者名牌在冰櫃中冰封成冰塊，此祭品稱為「冰花」，為該地法會中相當特殊的風俗，歷任鎮長都帶頭獻冰花。